# Donato Tommasi
Donato Antonio Tommasi, Marchese di Casalicchio (Calimera, 26 novembre 1761 – Napoli, 19 marzo 1831), è stato un giurista e politico italiano, primo ministro del Regno delle Due Sicilie.

## Biografia
Figlio di un medico, già da studente di giurisprudenza frequentò gli ambienti progressisti napoletani diventando amico, fra gli altri, di Luigi de' Medici di Ottajano, Melchiorre Delfico, Mario Pagano, Antonio Jerocades, Giuseppe Albanese e soprattutto Gaetano Filangieri, di cui curò l'opera e fu poi il biografo.
Aderì alla Massoneria e all'Ordine degli Illuminati col nome d'Ordine di Giano Gioviano Pontano; fu lui, insieme a Friederich Münter, Giuseppe Zurlo, Gaetano Carrascal, Emmanuele Mastelloni, Mario Pagano e Nicola Pacifico, a organizzare nel 1786 la loggia illuminata di Napoli La Philantropia, della quale fu maestro venerabile aggiunto, come pure la loggia di rito inglese denominata La Verità con Nicola Pacifico, Pasquale Baffi, Francesco Caracciolo e Domenico Cirillo.
Nominato da Felice Lioy Avvocato fiscale della Magione a Palermo nel 1789, quello stesso anno pubblicò un Elogio di Gaetano Filangieri in cui si mostrava fautore del giurisdizionalismo e dell'assolutismo illuminato. Funzionario del Regno di Sicilia durante la permanenza a Palermo di Ferdinando III di Sicilia, il quale si era rifugiato nell'isola dopo aver perso in età napoleonica la parte continentale del regno, rivestì importanti cariche pubbliche: fu ministro di Casa reale, azienda e commercio di re Ferdinando III (1811-1812), Ministro di grazia e giustizia e dei culti (1815-1820 e dal 1822 alla morte), ministro dell'interno (1815-1820). Nel 1822 fu vicepresidente del consiglio e infine, dopo la morte di Luigi de' Medici di Ottajano (gennaio 1830) presidente del consiglio dei ministri, carica che mantenne fino all'11 marzo 1831 quando fu sostituito alla presidenza del consiglio da Carlo Avarna di Gualtieri, ma conservò la carica di ministro dei culti. Assieme al de' Medici fu uno dei principali fautori della cosiddetta "politica dell'amalgama", consistente nell'integrare nella legislazione del Regno delle Due Sicilie i codici e le riforme messe in atto nel decennio francese, nell'amalgamare la burocrazia del regno borbonico con quella murattiana, e nel mantenere un atteggiamento tollerante nei confronti dei liberali e delle loro organizzazioni più o meno segrete. Come ministro dei culti ebbe una parte notevole nel preparare il concordato del 15 settembre 1818 fra la Santa Sede e il Regno delle Due Sicilie (febbraio 1818).
Fu creato da Ferdinando I "marchese di Casalicchio".

## Opere
- Donato Tommasi. Della nullità delle alienazioni de' beni delle chiese, delle badie, e de beneficj di real patronato, mancanti di regio assenso ragionamento. In Palermo: dalla Reale stamperia, 1791
- Donato Tommasi. Elogio storico del cavaliere Gaetano Filangieri, Napoli: a spese di Michele Stasi, 1792; Catania: La Magna, 1833
- Gaetano Filangieri. La scienza della legislazione di Gaetano Filangieri, Tomi I-V, Filadelfia: nella Stamperia delle Provincie Unite, 1807 (Luogo di pubblicazione presunto: Livorno)
- Gaetano Filangieri. La scienza della legislazione di Gaetano Filangieri con le notizie intorno la vita ed alle opere di lui, scritte da Ginguené, autore della storia letteraria d'Italia; con l'elogio storico composto da Sua Eccellenza il signor ministro Donato Tommasi; e gli opuscoli scelti dello stesso Filangieri, Tomo I-VI. Venezia: Andrea Santini e Figlio tipografi ed editori, 1822